# Orgères (Ille-et-Vilaine)
Orgères település Franciaországban, Ille-et-Vilaine megyében. Lakosainak száma 5602 fő (2022. január 1.). Orgères Saint-Erblon, Bourgbarré, Chanteloup, Laillé és Pont-Péan községekkel határos.

## Népesség
A település népességének változása:
| Lakosok száma | 1064 | 2175 | 2537 | 3514 | 4102 | 4258 | 4729 | 5152 | 5341 | 5602 |
|               | 1968 | 1982 | 1990 | 2006 | 2013 | 2015 | 2017 | 2019 | 2020 | 2022 |